# (27031) 1998 RO4
(27031) 1998 RO4 est un astéroïde Amor découvert en 1998.

## Description
(27031) 1998 RO4 a été découvert le 14 septembre 1998 à l'observatoire Magdalena Ridge, situé dans le comté de Socorro, au Nouveau-Mexique (États-Unis), par le projet Lincoln Near-Earth Asteroid Research (LINEAR).

### Caractéristiques orbitales
L'orbite de cet astéroïde est caractérisée par un demi-grand axe de 2,14 UA, un périhélie de 1,23 UA, une excentricité de 0,43 et une inclinaison de 5,35° par rapport à l'écliptique. Du fait de ces caractéristiques, à savoir un périhélie compris entre 1,017 et 1,3 UA, il est classé comme astéroïde Amor, une famille d'astéroïdes géocroiseurs, s'approchant de l'orbite de la Terre.

### Caractéristiques physiques
(27031) 1998 RO4 a une magnitude absolue (H) de 17,7 et un albédo estimé à 0,480.